# Cascades Rainbow (Waiānuenue)
Les cascades Rainbow (en hawaià, Waiānuenue; lit. «arc de Sant Martí que es veu a l'aigua») són unes cascades situades a Hilo, Hawaii. L'aigua cau des de 24 m d'altura cap a una gran piscina.
Les cascades formen part dels parcs estatals d'Hawái. No hi ha tarifes per veure les cascades.

## Localització i característiques
A les cascades Rainbow, el riu Wailuku s'enfonsa cap a una gran piscina. El barranc està cobert per exuberants i densos boscos tropicals no natius i la piscina de color turquesa està envoltada amb un bonic gingebre silvestre (Zingiber officinale) no natiu. També és abundant la monstera.
Les cascades són accessibles a través del Parc Estatal de Wailuku River, per l'avinguda de Waiānuenue (19° 43′ 9″ N, 155° 6′ 34″ O / 19.71917°N,155.10944°O), i es veuen millor des de la plataforma de vista panoràmica del parc.
Les cascades son conegudes en la llengua hawaiana com wai-ānuenue (literalment «arc de Sant Martí que es veu a l'aigua»), les cascades flueixen sobre una cova natural de lava, la casa mitològica d'Ina, una antiga deessa hawaiana.
Les cascades Rainbow reben el seu nom del fet que, al matí assolellat al voltant de les 10 del matí, es pot veure l'arc de Sant Martí entre la boira creada per les cascades.